# C1QTNF7
C1QTNF7 (англ. C1q and TNF related 7) – білок, який кодується однойменним геном, розташованим у людей на 4-й хромосомі. Довжина поліпептидного ланцюга білка становить 289 амінокислот, а молекулярна маса — 30 683.
| 10         |  | 20         |  | 30         |  | 40         |  | 50         |
| ---------- |  | ---------- |  | ---------- |  | ---------- |  | ---------- |
| MFVLLYVTSF |  | AICASGQPRG |  | NQLKGENYSP |  | RYICSIPGLP |  | GPPGPPGANG |
| SPGPHGRIGL |  | PGRDGRDGRK |  | GEKGEKGTAG |  | LRGKTGPLGL |  | AGEKGDQGET |
| GKKGPIGPEG |  | EKGEVGPIGP |  | PGPKGDRGEQ |  | GDPGLPGVCR |  | CGSIVLKSAF |
| SVGITTSYPE |  | ERLPIIFNKV |  | LFNEGEHYNP |  | ATGKFICAFP |  | GIYYFSYDIT |
| LANKHLAIGL |  | VHNGQYRIKT |  | FDANTGNHDV |  | ASGSTVIYLQ |  | PEDEVWLEIF |
| FTDQNGLFSD |  | PGWADSLFSG |  | FLLYVDTDYL |  | DSISEDDEL  |  |            |

A: Аланін

C: Цистеїн

D: Аспарагінова кислота

E: Глутамінова кислота

F: Фенілаланін

G: Гліцин

H: Гістидин

I: Ізолейцин

K: Лізин

L: Лейцин

M: Метіонін

N: Аспарагін

P: Пролін

Q: Глутамін

R: Аргінін

S: Серин

T: Треонін

V: Валін

W: Триптофан

Задіяний у такому біологічному процесі, як альтернативний сплайсинг. 
Секретований назовні.